# 아침마당
《아침마당》은 KBS 1TV에서 매주 월요일부터 토요일 아침 8시 30분 ~ 9시 30분에 방송 중인 교양 프로그램이다.

## 프로그램 소개
일상에서 만나는 선한 이웃들의 다양한 이야기를 요일별로 특화, 감동, 재미, 가치 등과 의미를 느끼게 하는 프로그램이다.

## 구성
아침마당은 토크쇼, 초대석, 초청가수 무대, 특강 등으로 구성된다.

## 방송 시간
※ 본 방송 시간의 기준은 2023년 1월 10일을 기준으로 하며 매주 월요일 ~ 토요일 방송 시간을 기준으로 작성함. 매주 월요일 ~ 토요일 코너별 부제명 방송 시간에서만 유동적으로 부제가 변경될 수 있다.
- 공휴일, 특집 프로그램, KBS 뉴스특보 등이 편성되면 특집 프로그램이 편성될 경우 방송 시간이 변경되거나 결방할 수 있다.
- 저작권 문제로 인하여 일부 해당 요일별 코너의 한 회의 다시 보기를 제공하지 않을 수 있다.

| 방송 채널 | 방송 기간                           | 방송 시간                                          | 비고   |
| --------- | ----------------------------------- | -------------------------------------------------- | ------ |
| KBS 1TV   | 1991년 5월 20일 ~ 1992년 4월 4일    | 매주 월요일 ~ 토요일 오전 8시 20분 ~ 오전 9시 10분 |        |
| KBS 1TV   | 1992년 4월 6일 ~ 1992년 10월 3일    | 매주 월요일 ~ 토요일 오전 8시 20분 ~ 오전 9시 20분 | [ 3 ]  |
| KBS 1TV   | 1993년 10월 18일 ~ 1995년 11월 4일  | 매주 월요일 ~ 토요일 오전 8시 20분 ~ 오전 9시 20분 | [ 4 ]  |
| KBS 1TV   | 1992년 10월 5일 ~ 1993년 10월 16일  | 매주 월요일 ~ 토요일 오전 8시 20분 ~ 오전 9시 15분 | [ 5 ]  |
| KBS 1TV   | 1996년 3월 4일 ~ 1996년 10월 12일   | 매주 월요일 ~ 토요일 오전 8시 40분 ~ 오전 9시 40분 | [ 6 ]  |
| KBS 1TV   | 1996년 10월 14일 ~ 1999년 10월 16일 | 매주 월요일 ~ 토요일 오전 8시 30분 ~ 오전 9시 35분 | [ 7 ]  |
| KBS 1TV   | 1999년 10월 18일 ~ 2000년 10월 21일 | 매주 월요일 ~ 토요일 오전 8시 25분 ~ 오전 9시 30분 | [ 8 ]  |
| KBS 1TV   | 2000년 10월 23일 ~ 2007년 4월 28일  | 매주 월요일 ~ 토요일 오전 8시 30분 ~ 오전 9시 30분 | [ 9 ]  |
| KBS 1TV   | 2007년 4월 30일 ~ 현재              | 매주 월요일 ~ 금요일 오전 8시 25분 ~ 오전 9시 30분 | [ 10 ] |

## MC

### 남성
| 이름   | 진행기간                           | 비고          |
| ------ | ---------------------------------- | ------------- |
| 이계진 | 1991년 5월 20일 ~ 1991년 10월 12일 |               |
| 윤방부 | 1991년 10월 14일 ~ 1991년 11월 2일 |               |
| 이계진 | 1991년 11월 4일 ~ 1992년 4월 4일   | 남성MC 재진행 |
| 이상벽 | 1992년 4월 6일 ~ 1998년 12월 31일  | 남자MC 첫진행 |
| 송지헌 | 1999년 1월 1일 ~ 2000년 4월 29일   | [ 14 ]        |
| 이상벽 | 2000년 5월 1일 ~ 2003년 9월 13일   | 남자MC 재진행 |
| 손범수 | 2003년 9월 15일 ~ 2008년 11월 15일 | [ 16 ] [ 17 ] |
| 김재원 | 2008년 11월 17일 ~ 2013년 4월 6일  | 남자MC 첫진행 |
| 윤인구 | 2013년 4월 8일 ~ 2018년 5월 26일   | [ 19 ]        |
| 김재원 | 2018년 5월 28일 ~ 2025년 7월 31일  | 남자MC 재진행 |
| 박철규 | 2025년 8월 4일 ~ 현재              |               |

### 여성
| 이름   | 진행기간                           | 비고                          |
| ------ | ---------------------------------- | ----------------------------- |
| 정은아 | 1991년 10월 14일 ~ 1998년 6월 13일 |                               |
| 이금희 | 1998년 6월 15일 ~ 2016년 6월 30일  | 여자MC 최장기간 16년동안 진행 |
| 엄지인 | 2016년 7월 1일 ~ 2016년 12월 10일  | 여자MC 첫진행                 |
| 오유경 | 2016년 12월 12일 ~ 2018년 5월 26일 | [ 30 ]                        |
| 이정민 | 2018년 5월 28일 ~ 2021년 6월 19일  | [ 32 ] [ 33 ] [ 34 ]          |
| 김솔희 | 2021년 6월 21일 ~ 2023년 4월 29일  | [ 36 ] [ 37 ]                 |
| 엄지인 | 2023년 5월 1일 ~ 재진행중          | 여자MC 재진행                 |

### 스페셜 MC (행복한 금요일 쌍쌍파티 )
| 이름   | 진행기간                         |
| ------ | -------------------------------- |
| 김수찬 | 2023년 5월 26일 ~ 현재           |
| 강성규 | 2025년 3월 21일 ~ 2025년 5월 9일 |
| 박철규 | 2025년 5월 16일 ~ 현재           |

## 타이틀 변천사
| 타이틀            | 방송 기간                          |
| ----------------- | ---------------------------------- |
| 스튜디오 830      | 1981년 5월 25일 ~ 1986년 10월 31일 |
| 스튜디오 800      | 1986년 11월 3일 ~ 1987년 2월 28일  |
| 가정저널          | 1987년 3월 2일 ~ 1991년 5월 18일   |
| 이계진의 아침마당 | 1991년 5월 20일 ~ 1991년 10월 12일 |
| 아침마당          | 1991년 10월 14일 ~ 현재            |

## 지역 방송국 프로그램
- DMB TV에서는 방송되지 않는다.

| 방송 채널    | 방송 권역                          | 프로그램         | 방송 시간                                 |
| ------------ | ---------------------------------- | ---------------- | ----------------------------------------- |
| KBS 대구 1TV | 대구광역시 경상북도                | 아침마당 대구    | 매주 금요일 아침 8시 25분 ~ 오전 9시 30분 |
| KBS 대전 1TV | 대전광역시 세종특별자치시 충청남도 | 아침마당 대전    | 매주 금요일 아침 8시 25분 ~ 오전 9시 30분 |
| KBS 부산 1TV | 부산광역시 울산광역시              | 아침마당 부산    | 매주 금요일 아침 8시 25분 ~ 오전 9시 30분 |
| KBS 광주 1TV | 광주광역시 전라남도                | KBS광주 열린마당 | 매주 금요일 아침 8시 25분 ~ 오전 9시 30분 |
| KBS 전주 1TV | 전북특별자치도                     | 아침마당 전북    | 매주 금요일 아침 8시 25분 ~ 오전 9시 30분 |

| 방송 채널    | 방송 권역                          | 월요일 | 화요일 | 수요일 | 목요일 | 금요일 |
| ------------ | ---------------------------------- | ------ | ------ | ------ | ------ | ------ |
| KBS 춘천 1TV | 강원특별자치도                     | O      | O      | O      | O      | O      |
| KBS 대전 1TV | 대전광역시 세종특별자치시 충청남도 | O      | O      | O      | O      | X      |
| KBS 청주 1TV | 충청북도                           | O      | O      | O      | O      | O      |
| KBS 대구 1TV | 대구광역시 경상북도                | O      | O      | O      | O      | X      |
| KBS 부산 1TV | 부산광역시 울산광역시              | O      | O      | O      | O      | X      |
| KBS 창원 1TV | 경상남도                           | O      | O      | O      | O      | O      |
| KBS 광주 1TV | 광주광역시 전라남도                | O      | O      | O      | O      | X      |
| KBS 전주 1TV | 전북특별자치도                     | O      | O      | O      | O      | X      |
| KBS 제주 1TV | 제주특별자치도                     | O      | O      | O      | O      | O      |

## 같이 보기
- 무엇이든 물어보세요 (KBS1, 이하 KBS2 스페셜 방송분 기준)
- 이슈 픽 쌤과 함께
- 노래가 좋아(폐지)

## 결방 변경 안내
- 2025년 7월 17일 : KBS 뉴스특보 편성을 결방함
- 2025년 7월 31일.: KBS 뉴스특보로 인한 시간 변경